# Готарз I (цар Парфії)
Готарз I (парф. Gōtarz)(91 р. до н. е. — 80 р. до н. е.) — парфянський династ, відомий з нумізматичних пам'яток та вавилонських хронік. Єдиної думки щодо походження, років правління та місця Готарза серед правителів-Аршакідів наразі немає.
Готарза вперше згадано у Бехістунському написі як грец. ΓΩΤΑΡΖΗΣ ΣΑΤΡΑΠΗΣ ΤΩΝ ΣΑΤΡΑΠΩΝ ΒΑΣΙΛΕΥΣ ΜΕΓΑΣ ΜΙΘΡΑΔΑΤΗΣ — «Готарз Сатрап Сатрапів (та) Великий Цар Мітрадат». Добре відомі його монети, биті на різних монетних дворах у різних сатрапіях царства з легендою грец. ΒΑΣΙΛΕΩΣ ΜΕΓΑΛΟΥ ΑΡΣΑΚΟΥ ΘΕΟΠΑΤΡΟΥ ΝΙΚΑΤΟΡΟΣ — «Великий Цар Аршак, Син Бога, Переможний». Достатньо уваги приділено Готарзу у вавилонських календарях. Слід зазначити, що на вавилонських табличках Готарз згадується майже завжди з додаванням власного імені (Аршак Готарз), а не просто Аршак, як зазвичай згадували царів-Аршакідів. Остання згадка Готарза датується 81/80 р. до н. е.. Йому наслідував Ород (I), ім'я якого згадано у квітні 80 р. до н. е.
За нетривалого правління Готарза та його наступника Парфянське царство пережило стрімкого занепаду. Зразу двоє донедавна васалів Парфії — Тигран II Вірменський та цар саків Май (Мога) задекларували власні титули Цар Царів, а перший ще й анексував значну частину західних провінцій та залежних царств — Мідію, Мідію Атропатену, Північну Месопотамію тощо.
Походження та статус Готарза у Парфянському царстві — питання контроверсійні. Найбільш поширені дві гіпотези.
1. Готарз — узурпатор. Отже, тривалий час домінує думка, що Готарз був заколотником та узурпатором з невизначеної гілки Аршакідів, що правив у Вавилонії спочатку як сатрап, а згодом незалежно від Міхрдата, який, враховуючи його похилий вік, абсолютно не контролював ситуацію у царстві.
2. Готарз — син, співправитель та наступник Міхрдата. За більш вже, на той час, ніж півторасторічну історію династії Аршакідів, тільки троє династів були такими звитяжними, аби їхні діти могли написати у монетних легендах грец. ΘΕΟΠΑΤΟΡΟΣ — Аршак (I), Міхрдат (I), Міхрдат (II). Карбування монет на, щонайменше, чотирьох монетних дворах — у Екбатанах, Разі, Мерві та Сузах, тобто по всьому Парфянському царству одночасно з Міхрдатом, неможливе за умови «узурпації у Вавилоні», що ставить під сумнів припущення «узурпації», та дає підстави для гіпотези, що Великий Цар Готарз міг бути сином та правонаступником Царя Царів Міхрдата.
Якби не було, наразі це питання залишається відкритим, хоча превалює перший варіант.